# Абу-ель-Хасіб
Абу-ель-Хасіб (араб. أبو الخصيب) — місто на південному сході Іраку, розташоване на території мухафази Басра. Адміністративний центр однойменного округу.

## Географія
Місто розташоване в східній частині мухафази, у правобережній частині долини річки Шатт-ель-Араб, на висоті 14 метрів над рівнем моря.

Абу-ель-Хасіб розташоване на відстані приблизно 13 кілометрів на схід-південний схід (ESE) від Басри, адміністративного центру провінції і на відстані 450 кілометрів на південний схід від Багдада, столиці країни.

## Економіка
Основу економіки міста становить сільськогосподарське виробництво.

## Населення
За даними останнього офіційного перепису 1965 року, населення становило 12 681 людина. 
Динаміка чисельності населення міста по роках: 
| 1965   | 2003   | 2007    |
| ------ | ------ | ------- |
| 12 681 | 89 000 | 170 975 |